# 自由民主党金融調査会
自由民主党金融調査会（じゆうみんしゅとうきんゆうちょうさかい）は自由民主党内に設置された調査会の一つ。2000年までは金融問題調査会（きんゆうもんだいちょうさかい）。

## 概要
1975年9月1日に政務調査会（政調）正副会長会議で大型赤字国債の検討、金利金融制度全般の見直しを行なうため、金融問題調査会を設置した。初代会長に黒金泰美、副会長に倉成正が就いた。1990年には「総合的な土地対策の推進」として地価の引き下げを目標としており、土地関連の融資の見直しなど、金融面の問題の対応に当たった。2009年9月の政権交代により、一度は廃止されたものの、2013年1月10日に再設置された。金融調査会の前身の金融問題調査会は近藤鉄雄、越智通雄、相澤英之など、大蔵省OBや経済閣僚経験者を起用していた。

## 会長
金融問題調査会長
| 氏名     | 就任年月   |
| -------- | ---------- |
| 佐藤一郎 | 1981年     |
| 近藤鉄雄 | 1990年     |
| 越智通雄 | 1991年11月 |
| 相澤英之 | 1999年10月 |
| 林義郎   | 2000年7月  |

金融調査会長（2001年～2009年）
| 氏名     | 就任年月   |
| -------- | ---------- |
| 林義郎   | 2001年1月  |
| 与謝野馨 | 2003年11月 |
| 石原伸晃 | 2004年10月 |
| 金子一義 | 2005年11月 |
| 大野功統 | 2007年9月  |

金融調査会長（2013年～）
| 氏名       | 就任年月   |
| ---------- | ---------- |
| 塩崎恭久   | 2013年11月 |
| 根本匠     | 2014年10月 |
| 山本幸三   | 2018年10月 |
| 片山さつき | 2021年11月 |